# Nightmare of Eden
A The Creature from the Pit a Doctor Who sorozat 107. része, amit 1979. november 24. és december 15. között adtak négy epizódban.

## Történet
Két űrhajó összeütközik a hipertérben, a Doktor a térben összekeveredett hajókhoz érkezik segítő szándékkal. Kábítószer az Eden bolygóról elszabadult karmos lények, és egy gépezet, ami nem csak lefényképezi, de fizikailag eltárolja a dolgokat.

## Epizódlista
| Epizódok sorszáma | Bemutató napja     | Hossza | Nézők száma (millió) |
| ----------------- | ------------------ | ------ | -------------------- |
| 1.                | 1979. november 24. | 24:17  | 8,7                  |
| 2.                | 1979. december 1.  | 22:44  | 9,6                  |
| 3.                | 1979. december 8.  | 24:06  | 9,6                  |
| 4.                | 1979. december 15. | 24:31  | 9,4                  |

## Könyvkiadás
A könyvváltozatát 1980. augusztus 21-én adta ki a Target könyvkiadó. Írta Terrance Dicks.

## Otthoni kiadás
- VHS-en 1999 januárjában adták ki.
- DVD-n 2012. április 2-án adták ki.

### Fordítás
- Ez a szócikk részben vagy egészben  a   Nightmare_of_Eden című angol Wikipédia-szócikk fordításán alapul.  Az eredeti cikk szerkesztőit annak laptörténete sorolja fel. Ez a jelzés csupán a megfogalmazás eredetét és a szerzői jogokat jelzi, nem szolgál a cikkben szereplő információk forrásmegjelöléseként.